# Vịt Scoter đen
Vịt Scoter đen, tên khoa học Melanitta americana, là một loài chim trong họ Vịt.